# Dolinski most
Dolinski most (tudi Jelenov viadukt, nem. Hirschthaler viadukt) je železniški most, ki stoji v rahli krivini nad Dolom pri Borovnici na glavni progi Ljubljana - Sežana. 
Zgrajen je bil sočasno in po zgledu mogočnejšega borovniškega viadukta. Trasa proge ob in preko borovniške doline je bila odprta leta 1856.
Enoetažni most, preko katerega poteka dvotirna proga, je zidan iz kamna in opeke, dolg je 230 metrov in visok 29 metrov. Konstrukcijo nosi 12 stebrov oz. 11 obokov. Pod stebri so v zemljo zabiti hrastovi piloti.
Zaradi svoje starosti je most kot primer nekdanje avstro-ogrske gradnje zaveden tudi v seznamu kulturne dediščine. 
Trasa proge je bila pred letom 1944 speljana tako, da so vlaki iz smeri Verda proti Ljubljani, ko so prevozili Dolinski most, prišli na železniško postajo Borovnica in nadaljevali vožnjo preko Borovniškega viadukta. Po letu 1947 je bila trasa zaradi delno porušenega Borovniškega viadukta z Dolinskega mostu speljana po obrobju borovniške doline. Tako se danes poslopje borovniške postaje nahaja na drugi strani doline. Iz uporabe sta bila tako izločena tudi manjša viadukta Pako in Breg.